# Andrest
Andrest is een gemeente in het Franse departement Hautes-Pyrénées (regio Occitanie). De plaats maakt deel uit van het arrondissement Tarbes. Andrest telde op 1 januari 2022 1.349 inwoners.

## Geografie
De oppervlakte van Andrest bedroeg op 1 januari 2022 6,19 vierkante kilometer; de bevolkingsdichtheid was toen 217,9 inwoners per km².

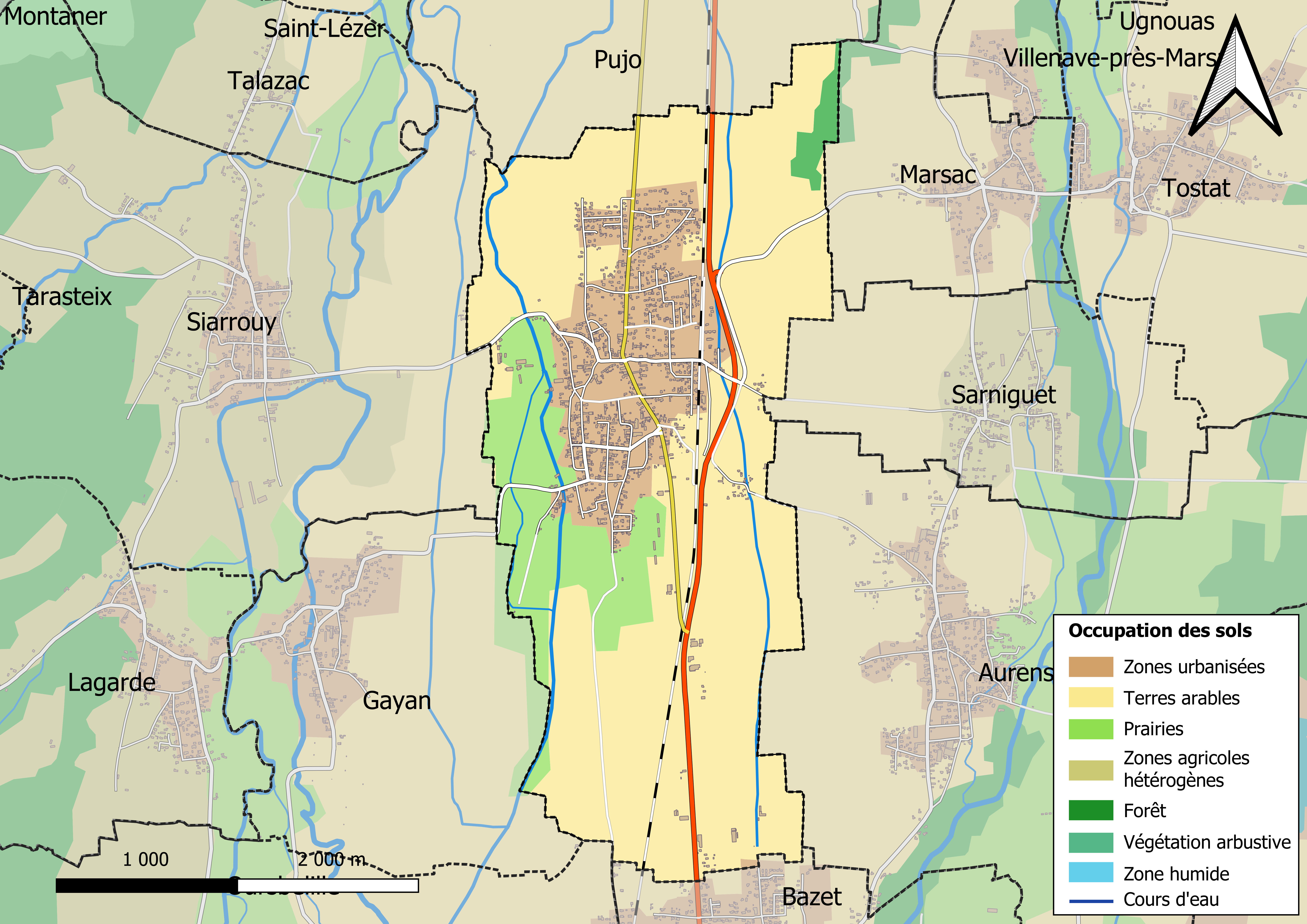
Kaart van de gemeente met belangrijkste infrastructuur, bodemgebruik en omliggende gemeenten

## Demografie
Onderstaande figuur toont het verloop van het inwonertal (bron: INSEE-tellingen).